# Герб Топорова
Герб Топорова — офіційний символ села Топорів Львівської області, затверджений 23 березня 1994 року сесією сільської ради.
Автор проекту — А. Гречило.

## Опис
У червоному полі золота сокира, повернута лезом праворуч.
Щит увінчано червоною міською короною, що вказує на село, яке давніше було містечком.

## Зміст
Поселення отримало назву від герба Топір власників Тенчинських, а зображення цього символу вживалося на печатках містечка і тепер стало основою для сучасного герба та прапора.